# 27-я пехотная дивизия (Болгария)
27-я пехотная дивизия (болг. Двадесет и седма пехотна дивизия) — воинское формирование, участвовавшее во Второй мировой войне.

## История
Сформирована 11 марта 1943 года в Прокупле для нужд 1-го оккупационного корпуса. В состав вошли 65-й и 67-й пехотные полки (позднее добавился 123-й пехотный полк), 27-я интендантская дружина, 27-я противотанковая рота и 27-я дивизионная больница. Командиром дивизии был полковник Христо Козаров, командовавший 31-м пехотным полком. Дивизия участвовала в осенних боях болгарской армии против немецких войск, официально была распущена 27 ноября 1944 года.